# 前田利宜
前田 利宜（まえだ としたか、1963年〈昭和38年〉10月18日 - ）は、日本の実業家。旧加賀藩前田家（旧侯爵家）の第19代当主。
現在は京都府京都市中京区に本店を置くイノダコーヒの代表取締役社長を務めている。

## 経歴
東京都出身。旧加賀藩前田家第18代当主・前田利祐の長男。
1987年に上智大学外国語学部ポルトガル語学科を卒業後、三菱商事に入社しサラリーマンを経験する。コーヒーを始めとした食品部門の責任者として、ブラジルやサウジアラビアなどの海外勤務が長かった。
石川静岡県人会のフェイスブックによると、2018年（平成30年）頃には宮城県仙台市への居住経験もある。しかしながら、自身は、前田利家の直系の子孫ではあるが、石川県内での居住経験は、現在において一度もない。
海外赴任より帰国後、イノダコーヒ社長の猪田浩史と意気投合し、後に同社へ招聘される。2020年（令和2年）6月、イノダコーヒの代表取締役社長に就任。
2023年（令和5年）、前田家第19代当主を継承することが明らかにされた。

## 系譜
- 父：前田利祐
- 母：前田万里子（父・牧定忠）
- 妻：上野晶子（父・上野福一）
- 子女：
  - 長男：前田利恭（1993年 - ）